# Đỗ Ngọc Phụ
Đỗ Ngọc Phụ (sinh năm 1948), là một sĩ quan cấp cao trong Quân đội nhân dân Việt Nam, hàm Thiếu tướng, nguyên Phó Chính ủy Quân chủng Phòng không-Không quân.

## Thân thế và sự nghiệp
Ông quê tại thôn Tân Liễu, xã Nghĩa Sơn, huyện Nghĩa Hưng, tỉnh Nam Định, nhập ngũ ngày 28 tháng 4 năm 1966, được kết nạp Đảng ngày 27 tháng 3 năm 1968 (chính thức ngày 27.3.1969).
Tháng 4 năm 1966, chiến sĩ mới thuộc Đại đội 6 AM, Trung đoàn Pháo PK 241, Quân chủng Phòng không-Không quân.
Tháng 9 năm 1966, chiến sĩ Đại đội 7 AM, Trung đoàn Pháo PK 218, Quân chủng Phòng không-Không quân.
Tháng 12 năm 1967, tiểu đội trưởng thuộc Đại đội 7 AM, Trung đoàn Pháo PK 218, Quân khu 4.
Tháng 1 năm 1969, trung đội phó thuộc Đại đôi 5 AM, Trung đoàn Pháo PK 218, Quân khu 4.
Tháng 1 năm 1970, trung đội trưởng thuộc Đại đội 7 AM, Trung đoàn Pháo PK 218, Quân khu 4.
Tháng 7 năm 1971, chính trị viên phó Đại đội 5 AM, Trung đoàn Pháo PK 218, Quân khu 4.
Tháng 11 năm 1971, chính trị viên Đại đội 5 AM, Trung đoàn Pháo PK 218, Quân khu 4.
Tháng 3 năm 1974, theo học bổ túc chính trị viên tại Đoàn 569, Bộ Tư lệnh 559 – Đường Trường Sơn
Tháng 1 năm 1975, chính trị viên phó Tiểu đoàn 10, Trung đoàn 218, Sư đoàn Phòng Không 367, Quân chủng Phòng không-Không quân.
Tháng 12 năm 1975, trợ lý Đảng vụ Trung đoàn Pháo PK 218, Sư đoàn PK 367, Quân chủng Phòng không-Không quân.
Năm 1977, học viên Trường Văn hóa Quân đội.
Tháng 10 năm 1980, học viên Trường Quân chính Lê-nin của Liên Xô
Tháng 10 năm 1984, trợ lý Phòng Tổ chức Cục Chính trị, Quân chủng Phòng không-Không quân.
Tháng 10 năm 1985, phó chủ nhiệm chính trị Lữ đoàn PK 225, Quân chủng Phòng không-Không quân.
Tháng 9 năm 1987, lữ đoàn phó chính trị Lữ đoàn PK 225, Sư đoàn PK 363, Quân chủng Phòng không-Không quân.
Tháng 4 năm 1990, chủ nhiệm chính trị Sư đoàn PK 363, Quân chủng Phòng không-Không quân.
Tháng 4 năm 1992, phó sư đoàn trưởng về chính trị Sư đoàn PK 363 kiêm Bí thư Đảng ủy Sư đoàn
Tháng 10 năm 1997, bổ túc tại Học viện Chính trị Quân sự (hệ A)
Tháng 2 năm 1998, phó sư đoàn trưởng về chính trị Sư đoàn PK 363 kiêm Bí thư Đảng ủy Sư đoàn
Tháng 12 năm 1999, Phó Chủ nhiệm Chính trị Quân chủng Phòng không-Không quân.
Tháng 2 năm 2005, Chủ nhiệm Chính trị Quân chủng Phòng không-Không quân.
Tháng 2 năm 2007, Phó Chính ủy Quân chủng Phòng không-Không quân.
Năm 2009, nghỉ hưu.
Thiếu tướng (2.2006)

## Khen thưởng
2 Huân chương Chiến công hạng Nhất
Huân chương Kháng chiến chống Mỹ hạng Nhất
Huân chương Chiến sĩ vẻ vang (hạng Nhất, Nhì, Ba)
Huy chương Quân kỳ quyết thắng